# أولها ستيفانيشينا
أولها فيتاليفنا ستيفانيشينا (بالأوكرانية: Ольга Віталіївна Стефанішина)؛ (29 أكتوبر 1985) هي محامية وسياسية أوكرانية، عُينت في 4 يونيو 2020 نائبة لرئيس الوزراء للعلاقات الأوروبية وحلف الناتو.

## الحياة المهنية
تخرجت من معهد العلاقات الدولية بجامعة كييف في عام 2008. ثم حصلت على درجة تخصصية في التمويل والائتمان من جامعة أوديسا الوطنية للاقتصاد في عام 2016.
ثم أصبحت بعد فترة قصيرة مستشارة قانونية في وزارة العدل في نهاية عام 2007.

## روابط خارجية
- أولها ستيفانيشينا على موقع IMDb (الإنجليزية)